# James Tuchet (3e comte de Castlehaven)
Pour les articles homonymes, voir James Tuchet.
James Tuchet, 3e comte de Castlehaven (c. 1617 - 11 octobre 1684) est le fils de Mervyn Tuchet (2e comte de Castlehaven) (en) et de sa première épouse, Elizabeth Barnham (1592 - c. 1622). Castlehaven joue un rôle de premier plan dans les guerres des Trois Royaumes qui ont lieu au milieu du XVIIe siècle et est particulièrement actif dans les conflits en Irlande à cette époque.

## Titres
Il accède au comté irlandais de Castlehaven et au titre de baron Audley d'Orier le 14 mai 1631, lorsque son père est déclaré hors la loi et décapité. La plupart de ses domaines en Angleterre sont repris par d'autres.
Il est créé baron Audley de Hely le 3 juin 1633, avec la place et la préséance de George, son grand-père, anciennement baron Audley, dans le but d'annuler la mise hors la loi de son père. Cependant, cela est considéré comme insuffisant, légalement, jusqu'à ce qu'un projet de loi soit adopté par le Parlement en 1678 lui permettant d'hériter de la baronnie d'Audley.

## Guerre en Irlande
Castlehaven est impliqué dans la défense de l'Irlande pendant les guerres confédérées des années 1640 et dans l'invasion Cromwellienne qui a suivi. Lors du déclenchement du soulèvement irlandais en 1641-1642, Castlehaven se porte volontaire pour aider à réprimer les rebelles irlandais, mais parce qu'il est catholique, on ne lui fait pas confiance pour prendre le commandement. Peu de temps après, il est arrêté et détenu au château de Dublin. Craignant de subir le même sort que le comte de Strafford, Tuchet parvient à s'échapper le 27 septembre, avec l'aide d'un ami et s'enfuit vers le sud dans les montagnes de Wicklow. Son intention est « de gagner un passage par Wexford en France, et de là en Angleterre ; mais venant à Kilkenny, le quartier général des catholiques confédérés, il est persuadé d'accepter un commandement dans l'armée, et est nommé général de cheval sous Sir Thomas Preston (1er vicomte Tara) (en). On croit parmi les Irlandais du Nord que son évasion est un stratagème de la part du comte d'Ormonde « pour établir une entente » entre lui et sa famille en rébellion, Castlehaven étant lié à lui par le mariage de sa sœur avec Edmund Roe Butler.
Même s'il se considère comme anglais, il est nommé membre des 25 membres du Conseil suprême de la Confédération de Kilkenny. En 1644, le Conseil suprême confédéré irlandais désigne Castlehaven comme commandant d'une force d'expédition de 6 000 hommes contre l'armée écossaise d'Ulster dirigée par Robert Monro. La campagne sous Castlehaven s'avère indécise, la grande armée étant principalement utilisée pour défendre la place forte de Charlemont. Les historiens considèrent généralement que l'expédition est une occasion manquée : à la suite de cela, Owen Roe O'Neill considère Castlehaven comme incompétent et Thomas Preston développe une aversion pour lui. Castlehaven blâme plus tard de façon peu convaincante O'Neill pour l'échec de l'expédition. Cependant, Castlehaven ne manque pas entièrement de capacités militaires. En dehors d'Owen Roe O'Neill, il s'avère être le seul commandant confédéré irlandais capable de remporter des batailles conventionnelles. En 1643, il surprend et met en déroute des centaines d'hommes d'Inchiquin dans le comté de Cork lors de la bataille de Cloughleagh. En 1650, il remporte une deuxième petite victoire (bien qu'insignifiante) sur une force parlementaire anglaise lors de la bataille de Tecroghan avec l'aide d'Ulick Burke. La grande faiblesse de Castlehaven est qu'il est en grande partie un amateur, manquant de patience pour conduire des sièges et quelque peu susceptible - il est dit que certains l'appelaient Tiarna Beag ou "Petit Seigneur" .

## Fin de carrière
En 1647, comme beaucoup d'autres nobles catholiques, il s'installe en France et assiste au siège de Landrécy par le prince Rupert, la capitale du Hainaut. Il retourne en Irlande, après avoir vu le prince de Galles à Paris, pour occuper plusieurs commandements à Leinster, Munster et Clare mais parvient à contrer les actions de Cromwell et de son gendre, Ireton. Il peut regagner le continent en avril 1652 pour poursuivre sa carrière militaire au service du prince de Condé dans la Fronde, de Charles II et de la couronne espagnole. Il participe aux batailles de Rocroy, Cambrai, Seneffe, Maestricht, Charleroi et Mons.
Castlehaven écrit ses mémoires en 1681 en réponse à l'hystérie du complot papiste. Comme tous les pairs catholiques, il a été exclu de la Chambre des lords (où il siégeait en tant que baron Audley) par le Test Act 1678, au grand regret des pairs protestants qui le tenaient en haute estime. Il prend congé le 30 novembre 1678, avec un discours exprimant son devoir envers la Couronne et son souci de la paix et du bien-être du Royaume . Ses pairs, sachant qu'il est en difficulté financière, écrivent à Charles II pour recommander Castlehaven pour une pension .

## Mariage et descendance
Il se marie deux fois, d'abord à Elizabeth Brydges (décédée en mars 1678/9) à Kilkenny, fille de Gray Brydges, 5e baron Chandos et de sa femme Lady Anne Stanley (1580 – 1647), qui a épousé le 2e comte de Castlehaven après la mort de Chandos. (Anne Stanley est donc à la fois la belle-mère du 3e comte et la mère de son épouse). Elisabeth est enterrée à St Martin-in-the-Fields. Il se remarie, vers le 19 juin 1679, à Elizabeth Graves (morte en 1720).
Il meurt sans descendance le 11 octobre 1684, au château de Kilcash, dans le comté de Tipperary, en Irlande, et son plus jeune frère Mervyn lui succède comme comte. Le frère aîné de Mervyn, George, est ignoré en raison de son statut de moine bénédictin.